# Giao hưởng số 5 (Beethoven)

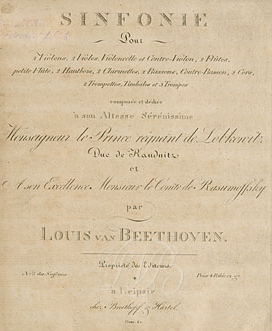
Bìa Bản Giao hưởng Số 5 của Beethoven. Có thể thấy lời đề tặng Thân vương J. F. M. Lobkowitz và Bá tước Rasumovsky.

Bản Giao hưởng Số 5 cung Đô thứ Op. 67 "Định mệnh" được Beethoven sáng tác vào giai đoạn 1804-1808. Đây là một trong những bản giao hưởng âm nhạc cổ điển nổi tiếng nhất và phổ biến nhất, và thường được trình diễn tại các buổi hòa tấu. Bản giao hưởng gồm bốn chương (movement): chương mở đầu sonata, andante, chương scherzo tiết tấu nhanh dẫn đến chương cuối attacca. Nó được trình diễn lần đầu tiên tại nhà hát opera Theater an der Wien ở Viên năm 1808, ngay sau đấy bản giao hưởng đã trở lên nổi tiếng. E.T.A. Hoffmann miêu tả nó là "một trong những tác phẩm lớn của thời đại".
Tác phẩm mở đầu băng mô típ bốn nốt "ngắn-ngắn-ngắn-dài" (3 nốt móc đơn, nốt tròn ngân tự do) lặp lại hai lần. (ngheⓘ)
Bản Giao hưởng và mô típ bốn nốt nhạc mở đầu này trở nên nổi tiếng trên thế giới và thường xuyên được sử dụng trong văn hoá đại chúng từ nhạc disco cho đến rock and roll và xuất hiện cả trong điện ảnh và truyền hình.

## Lịch sử

### Quá trình sáng tác
Bản giao hưởng Số 5 có một quá trình thai nghén lâu dài. Những phác thảo đầu tiên cho nó được Beethoven bắt tay vào thực hiện vào năm 1804 ngay sau khi ông hoàn thành Bản Giao hưởng số 3. Tuy nhiên, quá trình sáng tác tác phẩm này bị gián đoạn bởi việc chuẩn bị cho những tác phẩm khác như vở opera Fidelio, bản piano sonata Appassionata, ba bản Razumovsky cho tứ tấu bộ dây, Concerto cho Violin, bản Giao hưởng số 4 và Mass cung Đô trưởng. Mãi cho đến năm 1807 Beethoven mới có thể quay lại với việc sáng tác bản giao hưởng số 5 và hoàn thành vào năm 1808. Nó được thực hiện song song với bản giao hưởng số 6 và cả hai bản giao hưởng này được công diễn vào cùng một ngày.
Beethoven hoàn thành bản Giao hưởng Số 5 ở giữa những năm ba mươi tuổi khi cuộc sống của ông gặp nhiều rắc rối bởi căn bệnh điếc ngày càng trầm trọng. Bối cảnh lịch sử thế giới khi đó được đánh dấu bởi những cuộc chiến của Napoléon, bạo loạn chính trị ở Áo, và sự chiếm đóng kinh đô Viên của binh đoàn Napoléon vào năm 1805.

### Ra mắt
Bản Giao hưởng Số 5 được biểu diễn ra mắt vào ngày 22 tháng 12 năm 1808 trong một buổi hoà nhạc đồ sộ tại nhà hát Theater an der Wien do đích thân Beethoven chỉ huy. Buổi biểu diễn kéo dài hơn bốn giờ đồng hồ. Hai bản Giao hưởng được trình diễn theo thứ tự đảo ngược, bản số 6 trước rồi mới đến bản Số 5. Chương trình của buổi biểu diễn như sau:
1. Giao hưởng số 6
2. Aria: "Ah, perfido", Op. 65
3. The Gloria các chương của Mass cung Đô trưởng
4. Concerto số 4 cho Piano (chơi bởi Beethoven)
5. (Giải lao)
6. Giao hưởng số 5
7. The Sanctus and Benedictus các chương của Mass cung Đô trưởng
8. Độc tấu ngẫu hứng của Beethoven
9. Đồng ca fantasia

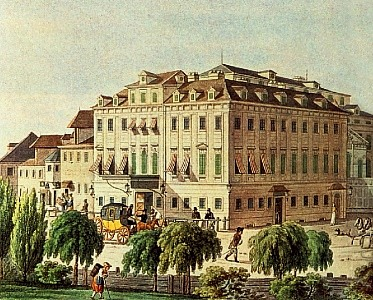
Theater an der Wien như nó xuất hiện trong đầu thế kỷ 19

Beethoven dành tặng bản Giao hưởng Số 5 của ông cho hai người bảo trợ, Vương công Franz Joseph von Lobkowitz và Bá tước Razumovsky. Dòng đề tặng xuất hiện trên bản in nhạc phổ lần đầu tiên vào tháng 4 năm 1809.

### Tiếp nhận và ảnh hưởng
Buổi biểu diễn ra mắt tác phẩm nhận được rất ít phản hồi do diễn ra trong điều kiện khó khăn. Trước đó, dàn nhạc giao hưởng chưa có thời gian luyện tập – chỉ tập được một buổi duy nhất – và khi một nhạc công mắc lỗi trong lúc biểu diễn Đồng ca Fantasia, Beethoven đã phải cho ngừng toàn bộ dàn nhạc và biểu diễn lại từ đầu. Khán phòng hôm đó cực kỳ lạnh và khán giả đã kiệt sức vì buổi biểu diễn quá dài. Tuy nhiên, một năm rưỡi sau đó, nhạc phổ của bản nhạc được xuất bản do tác động của một bài phê bình ca ngợi cuồng nhiệt do một tác giả ẩn danh viết (mà thực chất chính là E.T.A. Hoffmann) đăng trên tờ san Allgemeine musikalische Zeitung. Ông đã mô tả bản nhạc với những hình ảnh đầy kịch tính:
Ánh sánh rực rỡ chiếu xuyên qua màn đêm thăm thẳm, và lúc ấy ta mới nhận ra bóng tối khổng lồ đang lắc lư tới lui đã bao trùm lên ta, huỷ diệt mọi thứ bên trong ta chỉ trừ nỗi đau của niềm khắc khoải vô tận – cái khắc khoải mà trong đó mọi sự khoái lạc ngân lên trong cung bậc hân hoan đều bị dìm xuống và chết lịm, và chỉ qua nỗi đau ấy – cái thống trị nhưng không huỷ diệt tình yêu, hy vọng và niềm vui – ngực ta như muốn nổ tung bởi hơi thở dồn dập trong những hoà âm tràn ngập âm thanh của niềm đam mê, chúng ta bám lấy cuộc sống và trở thành người nắm giữ linh hồn.

Hoffman dành phần lớn nhất trong bài ngợi ca nồng nhiệt này để phân tích chi tiết bản giao hưởng, nhằm cho độc giả thấy được cách thức Beethoven sử dụng để nhấn mạnh những hiệu ứng đặc biệt đối với thính giả. Trong một bài luận mang tên "Nhạc không lời của Beethoven", kết hợp bài phê bình này cùng một bài viết khác vào năm 1813 về tác phẩm tam tấu đàn dây Op. 70, xuất bản trong ba số vào tháng 12 năm 1813, E.T.A. Hoffman ngợi ca thêm "bản giao hưởng cung Đô thứ kỳ diệu, sâu sắc không bút nào tả xiết."
Bản giao hưởng tuyệt diệu này, trong một cao trào cứ lên cao mãi, cao mãi, đã đưa đẩy thính giả rơi vào thế giới tâm linh của sự vô tận mới thật mãnh liệt!… Không nghi ngờ rằng toàn bộ làn sóng nhu động giống như một khúc Rhasody cuồng tưởng đã tinh tế đã đi qua bao người, nhưng tâm hồn của mỗi một thính giả am tường chắc chắn đã bị khuấy động một sâu sắc và mật thiết bởi cảm giác rằng không có một địa hạt tâm linh nào khác nơi nỗi buồn và niềm vui lại có thể ôm ấp lấy anh ta bằng những âm thanh…
Bản giao hưởng sớm đạt được vị trí như một tác phẩm trung tâm trong sự nghiệp của Beethoven. Như một biểu tượng của nhạc cổ điển, nó được chơi mở màn cho những buổi hoà nhạc của Dàn nhạc Giao hưởng New York vào ngày 7 tháng 12 năm 1842, và Dàn nhạc Giao Hưởng Quốc gia Mỹ ngày 2 tháng 11 năm 1931. Những yếu tố sáng tạo đột phá cả về kỹ thuật lẫn khả năng tác động tới cảm xúc của nó đã có sức ảnh hưởng sâu rộng tới các nhà soạn nhạc và giới phê bình âm nhạc, và là nguồn cảm hứng cho rất nhiều tác phẩm sau này của Brahms, Tchaikovsky (tiêu biểu là trong bản Giao hưởng số 4 của ông), Bruckner, Mahler, và Hector Berlioz. Giao hưởng số 5 cùng với bản Giao hưởng số 3 (Anh hùng ca) và Giao hưởng số 9 (Thánh ca) trở thành những bản giao hưởng có tính cách mạng nhất của Beethoven.

## Nhạc cụ
Bản Giao hưởng Số 5 được chơi bởi các nhạc cụ: piccolo (chỉ xuất hiện trong chương 4), 2 sáo, 2 oboe, 2 clarinet cung Si giáng và Đô, 2 bassoon, contrabassoon (chỉ xuất hiện trong chương 4), 2 kèn cor cung Mi giáng và Đô, 2 trumpet, 3 trombon (alto, tenor, và bass, chỉ xuất hiện trong chương 4), trống timpani (gam Son-Đô) và bộ vỹ.

## Kết cấu
Một buổi biểu diễn kiểu mẫu thường kéo dài 30 phút. Tác phẩm chia làm bốn chương:

### Chương 1: Allegro con brio
Chương đầu mở màn với mô típ 4 nốt đã đề cập ở trên, một trong những mô tip nổi tiếng nhất của âm nhạc phương Tây. Có khá nhiều tranh cãi giữa các nhạc trưởng về nhịp điệu để chơi bốn nốt mở màn này. Một số nhạc trưởng tuân thủ chặt chẽ theo nhịp allegro (nhịp nhanh khoảng 120-168 nhịp trên phút); một số khác nhằm nhấn mạnh sự nặng nề của tiếng gõ cửa định mệnh lại chơi bốn nốt mở đầu với nhịp điệu rất chậm và trang nghiêm; một số khác thì chơi theo nhịp molto ritardando (chơi mỗi nhịp bốn nốt chậm dần), cho rằng dấu lặng trên nốt thứ tư đóng vai trò cân bằng. Một số nhà phê bình nhấn mạnh điều quan trọng là phải thể hiện được tinh thần của nhịp hai-một và cho rằng nhịp một-hai-ba-bốn thường bị chơi sai.
Chương đầu được viết theo hình thức sonata truyền thống mà Beethoven thừa hưởng từ những nhà soạn nhạc cổ điển tiền bối Haydn và Mozart (trong đó ý tưởng chính được thể hiện ngay từ những trang đầu tiên và được tiếp tục đưa đẩy và phát triển lên qua rất nhiều nốt nhạc, với sự lặp lại kịch tính của đoạn mở đầu – dấu tóm tắt – ở quãng ba phần tư của toàn bộ chương). Nó bắt đầu với hai đoạn kịch tính cực mạnh, một mô tip nổi tiếng nhằm thu hút sự chú ý của thính giả. Tiếp theo bốn nhịp đầu Beethoven sử dụng biện pháp lặp và tiếp nối để phát triển chủ đề. Bốn nốt lặp lại ngắn gọn như xô đầy lên nhau với nhịp độ đều đặn tạo nên một giai điệu đơn nhất liên tục trôi chảy. Ngay sau đó, một đoạn nối được chơi bằng kèn cor với âm hưởng nhanh mạnh thế chỗ trước khi chủ đề thứ hai được giới thiệu. Chủ đề thứ hai này được chơi ở cung Mi giáng, giọng trưởng tương đương, và nó trữ tình hơn, được viết cho piano và với bốn nốt mô típ được chơi phụ hoạ bởi bộ vỹ. Phần tái hiện một lần nữa lại dựa trên bốn nốt mô típ. Sự phát triển của phân đoạn tiếp tục sử dụng biện pháp chuyển giọng, tiếp nối và lặp lại và đoạn nối. Trong đoạn lặp lại này, có một phần độc tấu ngắn dành cho oboe theo phong cách gần như ngẫu hứng, và toàn bộ chương đầu kết thúc với coda (đoạn kết của một chương nhạc) mãnh liệt.

### Chương hai: Adante con moto
Chương hai chơi ở cung La giáng trưởng mang đậm tính trữ tình với hình thức chủ đề kép biến tấu, tức là hai chủ đề cùng xuất hiện và biến đổi luân phiên nhau. Tiếp theo những đoạn biến tấu là một phần coda dài.
Chương này mở đầu với sự lên tiếng của chủ đề thứ nhất, một giai điều được đồng tấu bằng viola và cello với double bass phụ hoạ. Chủ đề thứ hai ngay lập tức theo sau bằng hoà âm tạo ra bởi clarinet, basson, violin, với giải âm ba nốt cho viola và bass. Ở đoạn biến tấu tiếp theo chủ để thứ nhất lại xuất hiện và tiếp nối nó là chủ để thứ ba, 32 nốt chơi bằng viola và cello với một đoạn đối chọi chơi bởi sáo, oboe và basson. Tiếp theo một khúc chuyển tiếp toàn bộ dàn nhạc cùng hoà tấu với nhịp điệu cực mạnh, dẫn tới một đoạn cao trào mạnh dần, và đoạn coda để kết thúc chương.

### Chương ba: Scherzo. Allegro
Chương ba có cấu trúc ba lớp, bao gồm scherzo và trio được viết theo khuôn mẫu của chương ba trong nhạc giao hưởng thời kỳ Cổ điển, trong đó đoạn scherzo chính được chơi liên hoàn, rồi đến một phần trio đối lập, và đoạn scherzo sẽ lặp lại, và đến coda kết thúc. Tuy nhiên trong khi nhạc giao hưởng thời kỳ Cổ điển thông thường sử dụng minuet và trio cho chương ba thì Beethoven lại có cách tân bằng cách sử dụng cấu trúc scherzo và trio.
Chương ba này lại quay lại chơi ở cung Đô thứ ở đoạn mở đầu và bắt đầu với chủ đề được chơi bằng cello và double bass:(listenⓘ)
Chủ đề mở màn được đáp lại bằng một chủ để tương phản chơi bằng nhạc cụ bộ hơi, và đoạn này được lặp lại. Sau đó kèn cor lên tiếng mạnh mẽ để tuyên bố chủ để chính của chương và phần nhạc phát triển từ đây.
Phần trio chơi ở cung Đô trưởng và được viết theo lối đối âm. Khi đoạn scherzo trở lại lần cuối cùng, nó được chơi bằng bộ dây hết sức nhẹ nhàng với kỹ thuật pizzicato.
"Phần scherzo tạo sự đối lập tương tự như những giai điệu chậm trong đó chúng phát triển từ những đặc điểm cực kỳ khác biệt giữa scherzo và trio… Scherzo đối lập hình ảnh này với mô tip (3+1) nổi tiếng của chương đầu, cái có tính quyết định xuyên suốt toàn bộ chương."

### Chương 4: Allegro
Âm điệu hân hoan và hồ hởi của chương kết ngay lập tức theo sau scherzo mà không hề bị ngắt quãng. Nó được viết theo hính thức sonata biến thể khác lạ: ở phần cuối của đoạn phát triển chủ đề, các nhạc cụ tạm ngưng ở phách át, chơi cực mạnh, và âm nhạc được tiếp tục chơi sau đoạn ngừng với điệp khúc nhẹ nhàng của "chủ đề kèn cor" trong điệu scherzo. Phần tóm tắt sau đó được giới thiệu bằng nhịp điệu mạnh dần phát ra từ những nhịp cuối cùng của phần scherzo thêm vào, giống hệt nhạc của phần mở đầu chương. Đưa phần tạm ngưng vào chương cuối với chất liệu từ ‘vũ điệu’ thứ ba này lần đầu tiên được Haydn sử dụng trong tác phẩm Giao hưởng số 46 cung Si của ông vào năm 1977. Không ai biết liệu có phải Beethoven học tập từ tác phần này hay không.
Chương cuối Bản giao hưởng Số 5 kết thúc bằng một coda rất dài, trong đó những chủ đề chính của chương được chơi theo hình thức cô đọng về nhịp điệu. Càng tới cuối nhịp điệu chuyển dần về presto (rất nhanh). Bản giao hưởng kết thúc bằng 29 nhịp ở hợp âm Đô trưởng, chơi cực mạnh. Charles Rosen trong The Classical Style cho rằng kết thúc này thể hiện cảm nhận Beethoven về tính thương quan trong nhạc thời kỳ Cổ điển: đoạn "kết dài đến khó tin" hoàn toàn ở cung đô trưởng là cần thiết "để kết lại sự căng thẳng tột độ của tác phẩm đồ sộ này."

## Ảnh hưởng
Nhà nghiên cứu âm nhạc thế kỷ 19, Gustav Nottebohm lần đầu tiên chỉ ra rằng chủ đề trong chương ba của tác phẩm này có chung chuỗi các quãng như phần mở đầu của chương cuối của bản Giao hưởng số 40 cung Son thứ K.550 của Mozart. Đây là phần mở đầu của Mozart:(ngheⓘ)
Trong khi sự giống nhau ngẫu nghiên đôi cũng khi xảy ra trong âm nhạc, trường hợp của Beethoven có vẻ không phải do tình cờ. Nottebohn khám phá ra sự tương đồng này khi xem xét bản nháp mà Beethoven sử dụng để soạn thảo Bản giao hưởng Số 5 và thấy rằng 29 nhịp hợp âm kết thúc của Mozart được Beethoven sao chép lại.

### Trích dẫn
1. ↑  Schauffler, Robert Haven. Beethoven: The Man Who Freed Music. Doubleday, Doran, & Company. Garden City, New York. 1933; tr. 211
2. ↑  Hopkins, Antony. The Nine Symphonies of Beethoven. Scolar Press, 1977. ISBN 1-85928-246-6.
3. ↑  Beethoven's deafness
4. ↑  Kinderman, William. Beethoven. University of California Press. Berkeley, Los Angeles. 1995. ISBN 0-520-08796-8; tr. 122
5. ↑  Parsons, Anthony. Symphonic birth-pangs of the trombone
6. ↑  Landon, H.C. Robbins. Beethoven: His Life, Work, and World. Thames and Hudson. New York City. 1992; tr. 149
7. ↑  "Recension: Sinfonie … composée et dediée etc. par Louis van Beethoven. à Leipsic, chez Breitkopf et Härtel, Oeuvre 67. No. 5. des Sinfonies", Allgemeine Musikalische Zeitung 12, nos. 40 and 41 (4 & ngày 11 tháng 7 năm 1810): cols. 630–42 and 652–59. Citation in col. 633.
8. ↑  Published anonymously, "Beethovens Instrumental-Musik, Zeitung für die elegante Welt, nos. 245–47 (9, 10, and ngày 11 tháng 12 năm 1813): cols. 1953–57, 1964–67, and 1973–75.[cần số trang] Also published anonymously as part of Hoffmann's collection titled Fantasiestücke in Callots Manier, 4 vols. Bamberg, 1814. English edition, as Ernst Theodor Amadeus Hoffmann, Fantasy Pieces in Callot's Manner: Pages from the Diary of a Traveling Romantic, translated by Joseph M Hayse. Schenectady: Union College Press, 1996; ISBN 0-912756-28-4.
9. ↑  "Golden Record Music List". NASA. Truy cập ngày 26 tháng 7 năm 2012.
10. ↑  "Ludwig". Bản gốc lưu trữ ngày 22 tháng 12 năm 2007. Truy cập ngày 7 tháng 3 năm 2015. {{Chú thích web}}: Đã định rõ hơn một tham số trong |tiêu đề= và |title= (trợ giúp)
11. ↑  Symphony No. 5 in C minor, Op. 67 by Richard Freed
12. ↑  Rushton, Julian. The Music of Berlioz; tr. 244
13. ↑  What instruments were used in Beethoven's Symphony No.5?
14. ↑  Scherman, Thomas K, and Louis Biancolli. The Beethoven Companion. Double & Company. Garden City, New York. 1973; tr. 570
15. ↑  Michael Steinberg, in conversation.[cần dẫn nguồn]
16. ↑  Scherman, Thomas K, and Louis Biancolli. The Beethoven Companion. Double & Company. Garden City, New York. 1973; tr. 572
17. ↑  Lockwood, Lewis. Beethoven: The Music and the Life. W.W. Norton & Company. New York. ISBN 0-393-05081-5; tr. 223
18. ↑  Rosen, Charles (1997) The Classical Style, 2nd ed. New York: Norton, tr. 72
19. ↑  Stefan Romano, "Ending the Fifth," The Beethoven Journal, Vol. 24, No. 2 (Winter 2009): 56-71
20. ↑  Nottebohm, Gustav (1887) Zweite Beethoviana. Leipzig: C. F. Peters, tr. 531.
21. ↑  Birgit Lodes, Reflections on Beethoven and Mozart
22. ↑  Rosen (1997), tr. 390, 450

## Liên kết
- General discussion and reviews of recordings
- Brief structural analysis Lưu trữ ngày 5 tháng 6 năm 2004 tại Wayback Machine
- Analysis of the Beethoven 5th Symphony, The Symphony of Destiny Lưu trữ ngày 12 tháng 2 năm 2007 tại Wayback Machine on the All About Ludwig van Beethoven Lưu trữ ngày 1 tháng 12 năm 2016 tại Wayback Machine Page
- Program notes for a performance by the National Symphony Orchestra, Washington, DC.
- Project Gutenberg has two MIDI-versions of Beethoven's 5th symphony: Etext No. 117 and Etext No. 156
- Program notes Lưu trữ ngày 3 tháng 2 năm 2010 tại Wayback Machine for a performance & lecture by Jeffrey Kahane and the Los Angeles Chamber Orchestra.
- A visual analysis of the Fifth Symphony

### Đánh giá
- 5th symphony (PDF): tại International Music Score Library Project.
- Bản mẫu:MUSEDATA
- Mutopia project has a piano reduction score of Beethoven's 5th Symphony
- Public domain sheet music both typset and scanned on Cantorion.org
- Full Score of Beethoven's Fifth Symphony from Đại học Indiana